# 20 Years of Jethro Tull: Highlights
20 Years of Jethro Tull: Highlights (1988) je 21-stopý výtah z box setu 20 Years of Jethro Tull skupiny Jethro Tull.
V USA vyšlo 16. ledna 1989, několik měsíců po vydání ve Velké Británii.

## Seznam stop
1. Stormy Monday Blues – 4:05
2. Love Story – 2:43
3. A New Day Yesterday – 4:19
4. Summerday Sands – 3:45
5. March the Mad Scientist – 1:47
6. Witch's Promise – 3:50
7. Living in the Past (live) – 4:07
8. Aqualung (live) – 7:43
9. Locomotive Breath (live) – 6:00
10. Lick Your Fingers Clean – 2:47
11. Overhang – 4:27
12. Crossword – 3:34
13. Jack-A-Lynn – 4:41
14. Kelpie – 3:32
15. Part of the Machine – 6:54
16. Mayhem, Maybe – 3:04
17. Wond'ring Aloud – 1:58
18. Dun Ringill – 3:00
19. Life Is a Long Song – 3:17
20. Nursie – 1:32
21. Grace – 0:33